# Cyphastrea japonica
Cyphastrea japonica is een rifkoralensoort uit de familie van de Merulinidae. De wetenschappelijke naam van de soort is voor het eerst geldig gepubliceerd in 1932 door Yabe & Sugiyama.